# Picrodendraceae
A família Picrodendraceae, plantas dicotiledôneas, em sua grande maioria lenhosas - arbustos ou árvores grandes -, com alto grau de desenvolvimento de seus ramos que ocupam uma faixa de altitude muito variada desde o nível do mar até níveis > 1800 m. Pertencem à ordem Malpighiales, com 100 espécies. São encontradas predominantemente no hemisfério sul, em florestas tropicais, desertos, savanas, igapós, várzeas, dentre outros. No Brasil pode ser encontrada em regiões de domínio amazônico e Cerrado (assim como nas zonas de transição dos mesmos).

## Taxonomia
A família varia muito sua posição taxonômica de acordo com o autor, pois era classificada dentro de Euphorbiaceae como subfamília Oldfieldioideae (que incluía quatro tribos e outras subtribos). Picrodendraceae surgiu da divisão da família Euphorbiaceae, já que os estudos realizados sobre a anatomia das folhas, madeiras e das estruturas do pólen, comprovaram que Euphorbiaceae era um grupo parafilético.
Uma nova classificação foi proposta para alguns gêneros, gerando assim duas novas famílias: Picrodendraceae e Phyllanthaceae, sendo que alguns gêneros permaneceram em Euphorbiaceae. Picrodendraceae possui atualmente 29 gêneros e 100 espécies, nativas de zonas tropicais.

## Morfologia

#### Madeira
Austrobuxus, Petalostigma e Choriceras são os gêneros mais estudados quando se trata da anatomia da madeira. Vasos quase exclusivamente solitários em Austrobuxus, e vasos em múltiplos radiais extensos em Petalostigma e Choricera. Perfurações simples em ambos e poucas placas escalariformes. Na parede há fibras espessas com pontuações simples em Petalostigma, e perfurações delimitadas na região radial e tangencial em Austrobuxus. Parênquima axial em agregados (difusos) e em sequências unisseriadas curtas para Austrobuxus, e bisseriadas em algumas espécies de Petalostigma.

#### Folhas
As folhas são geralmente simples ou compostas-palmadas, alternadas e podem não ter estípulas. Possui duas escamas que recobrem as gemas axiais, que podem ser confundidas por estípulas; sua lâmina é simétrica, plana e recurvada com pontos glandulares ou dentes superficiais, que secam e escurecem. Os nervos são fechados próximos à margem e a venação é reticulada. Em algumas espécies o pecíolo pode conter pêlos quando a folha é nova, e pêlos na superfície dorsal da porção basal da mesma. Em Petalistigma as folhas são espiraladas com glândulas ausentes e peninérveas.

#### Inflorescência
A inflorescência das plantas do gênero Austrobuxus são axilares, estaminadas com várias flores a cada nó, e aqueles com pistilos podem ter apenas uma flor. São imperfeitamente cimosos, ou seja, no fim do prolongamento do pedúnculo há uma flor, e ao longo do eixo saem ramos secundários com outras flores; muitas vezes tirsoides - em forma de losango. Alguns exemplos são: Austrobuxus celebicus, Austrobuxus dentatus e Austobuxus nitidus. Em Choriceras e Petalostigma, a inflorescência é axilar com flores solitárias ou fascículos, agrupadas na bainha da axila de uma bráctea. Assim como a Choriceras tricorne e Petalostigma pubescens. Em petalostigma os ramos primário e secundário são muito curtos com várias flores.

#### Flor
As flores femininas são apétalas trimerosas unissexuais e os periantos possuem verticilos de sépalas solitário ou um par deles. Na maioria das plantas há um disco floral que, segundo Sutter (2006), pode ser funcionalmente análogo a um nectário, com o néctar, sendo responsável pela recompensa aos polinizadores. Possui carpelos livres não ramificados (carpelos simples). Os óvulos crassinucelados têm bico nucelar com uma capa nucelar, e possuem dois óvulos por lóculo.Em uma das mais recentes propostas de classificação, esse caráter biovulado separa as Picrodendraceae das uniovulares dentro de Euphorbiaceae, família onde eram posicionadas em classificações anteriores.

#### Fruto e Sementes
Picrodendraceae apresenta principalmente fruto do tipo cápsula com lóculos biovulados, duas sementes por lóculo, algumas possuem deiscência explosiva (Androstachys, Aristónico, Austrobuxus, Choriceras, Dissiliaria, Hyaenanche, Kairothamnus, Longetia, Micrantheum, Mischodon, Neoroepera, Paradiodendron, Piranhea, Podocalyx, Pseudanthus, Sankowskya, Scagea, Stachyandra, Stachystemon, Tetracoccus, Voatamalo, Whyanbeelia), causando uma dispersão muito restrita (até alguns metros de distância). Aproximadamente metade dos gêneros de picrodendraceae possuem sementes com carunculos (Androstachys, Austrobuxus, Hyaenanche, Longetia, Micrantheum, Neoroepera, Oldfieldia, Petalostigma, Pseudanthus, Sankowskya, Scagea, Stachyandra, Stachystemon, Tetracoccus, Voatamalo, Whyanbeelia) dispersos principalmente por formigas. Somente três gêneros têm frutos carnudos (Oldfieldia, Peltostigma, Phoradendron) dispersas por aves e/ou mamíferos, esta característica pode ser a mais derivada da família. A Oldfieldia uma subfamília africana, é dispersada por mamíferos, em sua grande maioria os primatas, o gênero Petalostigma australiano, disperso por emus, e Picrodendron das Índia Ocidental por pássaros e iguanas.

#### Grãos de pólen
De acordo com Van Welzen (2011), o pólen de todas as Picrodendraceae é liberado em mônadas de “P por E = 22-50 por 22–50 μm”. O formato pode ser esferoidal, com aberturas na zona equatorial com formato muitas vezes zonoapertúrico, e há presença de quatro ou mais aberturas na esfera (sinapomorfia), somado a pantoapertura, que também é sinapomorfia do clado (Van Welzen, 2011).

## Distribuição
Segundo Pedroza (2011), no Brasil há ocorrência de dois gêneros: Piranhea trifoliata e o Podocalyx Klotzch, localizado nos estados do Amapá, Pará, Amazonas, Tocantins, Acre, Rondônia, Maranhão, Bahia e Mato-Grosso. A predominância dos domínios das regiões são de cerrado e amazônico (num parâmetro geral) e seus ecótonos.
Habitam florestas alagadas na Amazônia, desertos do sudoeste da América do Norte, florestas decíduas secas, florestas verdes úmidas, terrenos arenosos e em colinas rochosas na África, Madagascar e sul da Índia. Também em ambientes secos como as savanas da África do Sul. Podem ser encontradas em florestas tropicais mais secas e florestas de solos arenosos ou serpentinos da Austrália e florestas tropicais na Nova Caledônia.
Piranhea trifoliata - encontrada na América do sul, nativa da Amazônia. São árvores grandes que habitam regiões de várzea e igapós, geralmente submersas na água, seus frutos servem de alimento para muitas espécies de peixes, principalmente as piranhas.
As Austrobuxus, podem ser encontradas de arbustos até árvores. São dióicas, e com cerca de 25 espécies - a maioria na Nova Caledônia, com exemplares na Austrália, pacifico ocidental e Malásia.
As Choriceras, também encontradas como arbustos ou árvores, são perenes e monóicas. Sem látex, como a Austrobuxus. Podem ser encontradas na Malásia, espécie que se estende até Nova Guiné, e mais duas espécies da Austrália.
As Kairothamnus, as plantas encontradas tem apenas um sexo, assim, segundo Van Welzen (2011) são possivelmente monóicas. Endêmica de Papua Nova Guiné, na província de Morobe. Também há arbustos e árvores.
As Petalostigmas, são perenes e dióicas, sem látex conspícuo nas folhas ou madeira. Com cinco espécies na Austrália e uma na Malásia até Nova Guiné. Ficam em árvores de florestas abertas dominadas ou não por eucaliptos. Como é perene, sua floração e frutificação vem depois das chuvas.

## Gêneros
| - Androstachys - Aristogeitonia - Austrobuxus - Canaca - Celaenodendron - Choriceras - Dissiliaria | - Hyaenanche - Kairothamnus - Longetia - Micrantheum - Mischodon - Neoroepera - Oldfieldia | - Paradrypetes - Parodiodendron - Petalostigma - Picrodendron - Piranhea - Podocalyx - Pseudanthus | - Scagea - Stachyandra - Stachystemon - Tetracoccus - Voatamalo - Whyanbeelia |